# Афая
Афа́я (грец. Aphaia) — богиня, ототожнювана з критською Диктинною, шанувалася на острові Егіна у Саронічній затоці, де був її храм.

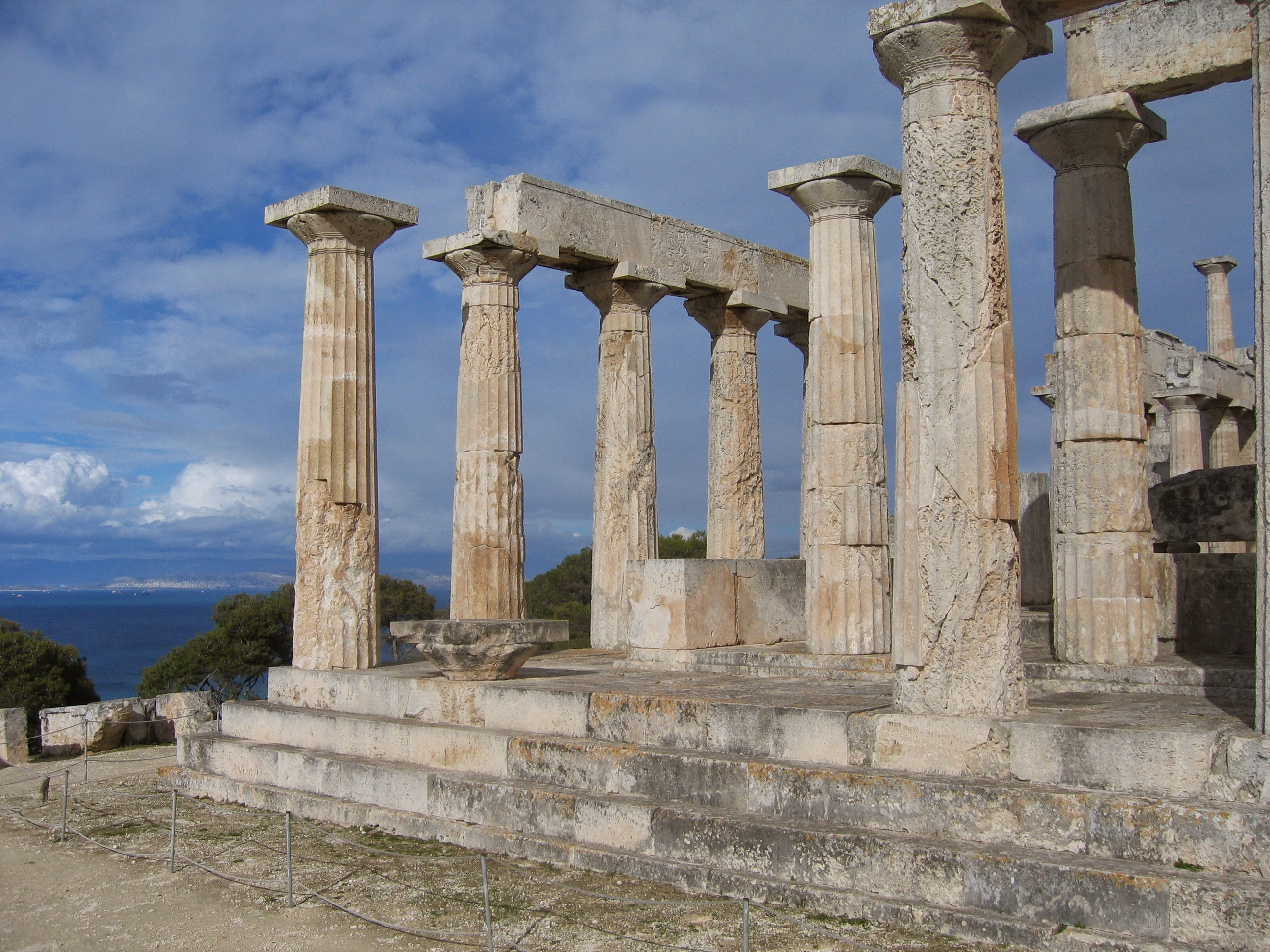
Храм Афаї на острові Егіна.

Шанування богині Афаї в античні часи відбувалося лише на острові Егіна, хоча вчені встановили, що її культ запозичили з Криту, де він простежується починаючи з XIV століття до н. е. Афая вважалася богинею-покровителькою острова, а також богинею родючості, багатства і сільськогосподарських робіт. Після підпорядкування Егіни Афінам Афаю, згідно Павсанію, нерідко ототожнюють з Афіною Палладою, Артемідою і німфою Брітомартіда (Диктинна) (яка входила у свиту Артеміди й іноді ототожнювалася зі своєю володаркою).